# Pierella lena
Espèce
 Pierella lena est une espèce d'insectes lépidoptères (papillons) de la famille des Nymphalidae, de la sous-famille des Satyrinae, de la tribu des Haeterini et du genre Pierella.

## Dénomination
Pierella lena a été décrit par l'entomologiste Carl von Linné en 1767, sous le nom initial de Papilio lena, reclassé dans le genre Pierella.

### Nom vernaculaire
Pierella lena se nomme Lena Satyr en anglais.

### Sous-espèces
- Pierella lena lena, présent en Guyane, en Guyana et au Surinam.

Synonymie pour cette sous-espèce
Papilio sectator Meerburgh, 1775
- Pierella lena brasiliensis C. & R. Felder, 1862 présent en Bolivie, au Pérou et au Brésil.

Synonymie pour cette sous-espèce
Pierella lena glaucolena Weymer, 1910;
Pierella lena browni Forster, 1964.

## Description
Pierella lena est un papillon d'une envergure d'environ 75 mm aux ailes antérieures allongées à apex arrondi au  dessus beige rayé de trois lignes marron, avec aux ailes postérieures deux ocelles marron foncé pupillés de blanc proches de l'apex et trois rangées de taches blanches ou bleu-clair avec une suffusion bleue,.

## Biologie
Pierella lena vole toute l'année en Guyane.

## Écologie et distribution
Pierella lena est présent en Guyane, en Guyana, au Surinam, en Bolivie, en Équateur, au Pérou et au Brésil,.

### Biotope
Pierella lamia réside en sous-bois dans la forêt tropicale humide.

### Protection
Pas de statut de protection particulier.